# Pablo Toloza
Pablo Antonio Toloza Fernández (Viña del Mar, 28 de mayo de 1971) es un abogado y político chileno, miembro de la Unión Demócrata Independiente (UDI). Desde julio de 2021 hasta julio de 2022, se desempeñó como miembro de la Convención Constitucional, en representación del distrito n° 3 de la Región de Antofagasta.
Ejerció como intendente de Región de Antofagasta entre abril de 2012 y agosto de 2013, durante el primer gobierno de Sebastián Piñera.

## Familia y estudios
Nació en Viña del Mar, el 28 de mayo de 1971, hijo de Víctor Hugo Toloza Zapata y de Ofelia Angela Fernández Vilches.
Realizó sus estudios básicos y medios en el Colegio San Luis de Antofagasta. Luego, cursó los superiores en la carrera de derecho en la Universidad Gabriela Mistral, donde se tituló de abogado. Posteriormente, efectuó una licenciatura en ciencias jurídicas y sociales, en la misma casa de estudios, y un diplomado en desarrollo institucional en la Universidad Autónoma de Chile.
Se desempeñó laboralmente como notario y juez suplente de Letras en lo Civil, Menores, Laboral, además de juez de Policía Local en distintas localidades de la Región de Antofagasta. Fue además, asesor jurídico de la Municipalidad de Ollagüe. Fue ayudante en la cátedra de Derecho Comercial, bajo la guía del profesor Patricio Donoso, de la Universidad Santo Tomás.[cita requerida]
Está casado con María Fernanda Álvarez Ode, con quien es padre tres hijos: Josefina de los Ángeles, Isidora Agustina y Juan Pablo.[cita requerida]

## Trayectoria política
Militante de la Unión Demócrata Independiente (UDI), fue presidente distrital del partido.
En marzo de 2010 fue designado como gobernador de la provincia de Antofagasta por el entonces presidente Sebastián Piñera. Su gestión en la gobernación se destacó por un mejoramiento de los resultados en materia de seguridad ciudadana. Entre fines de 2011 y comienzos de 2012, sonó como uno de los posibles candidatos de la Coalición por el Cambio a la alcaldía de Antofagasta para las elecciones municipales de ese año. Posteriormente en abril de 2012 asumió la intendencia de la Región de Antofagasta, luego de la renuncia de Álvaro Fernández. A fines del mismo año, desecho una posible candidatura a la Cámara de Diputados para elecciones parlamentarias de 2013, optando por mantenerse en su cargo regional.
Terminó su gestión como intendente el 12 de agosto de 2013 y fue reemplazado por Waldo Mora, en medio de un conflicto en Tocopilla.
En las elecciones del 15 y 16 de mayo de 2021 se presentó como candidato a convencional constituyente por el  distrito n° de la Región de Antofagasta, en calidad de militante de la UDI y como parte del pacto «Vamos por Chile». Obtuvo 5.443 votos correspondientes a un 3,50 % del total de sufragios válidamente emitidos, resultando electo. En el proceso de discusión de los Reglamentos de la Convención participó en la Comisión Provisoria de Descentralización, Equidad y Justicia Territorial. Posteriormente, se incorporó a la Comisión Temática de Medio Ambiente, Derechos de la Naturaleza, Bienes Naturales Comunes y Modelo Económico.

## Historial electoral

### Elecciones parlamentarias de 2017
- Elecciones parlamentarias de 2017, candidato a diputado por el distrito 3 (Antofgasta, Calama, María Elena, Mejillones, Ollagüe, San Pedro de Atacama, Sierra Gorda, Taltal y Tocopilla)[12]

| Candidato                     | Pacto                        | Partido | Votos  | %    | Resultados |
| ----------------------------- | ---------------------------- | ------- | ------ | ---- | ---------- |
| Paulina Núñez Urrutia         | Chile Vamos                  | RN      | 37 764 | 23.3 | Diputada   |
| Marcela Hernando Pérez        | La Fuerza de la Mayoría      | PRSD    | 14 823 | 9.1  | Diputada   |
| Esteban Velásquez Núñez       | Coalición Regionalista Verde | FRVS    | 10 063 | 6.2  | Diputado   |
| Jaime Araya Guerrero          | La Fuerza de la Mayoría      | IND-PPD | 8984   | 5.5  |            |
| Marcos Espinosa Monardes      | La Fuerza de la Mayoría      | PRSD    | 6595   | 4.1  |            |
| Catalina Pérez Salinas        | Frente Amplio                | RD      | 6098   | 3.8  | Diputada   |
| Fernando San Román Bascuñán   | Frente Amplio                | PH      | 5732   | 3.5  |            |
| Luis Caprioglio Rabello       | La Fuerza de la Mayoría      | PS      | 5666   | 3.5  |            |
| Antonino Parisi Fernández     | Coalición Regionalista Verde | DRP     | 5511   | 3.4  |            |
| José Miguel Castro Bascuñán   | Chile Vamos                  | RN      | 5181   | 3.2  | Diputado   |
| Daniel Adaro Silva            | Coalición Regionalista Verde | FRVS    | 5237   | 3,2  |            |
| Valentín Volta Valencia       | Convergencia Democrática     | PDC     | 4769   | 2,9  |            |
| Pablo Herrera Monardes        | Frente Amplio                | RD      | 3618   | 2,2  |            |
| Pablo Toloza Fernández        | Chile Vamos                  | UDI     | 3525   | 2,2  |            |
| Constantino Zafirópulos Bossy | Sumemos                      | AMPL    | 3463   | 2,1  |            |